# Kultura Beuron-Coincy
Kultura Beuron-Coincy – zespół zjawisk kulturowych utożsamianych z kulturą Beuron-Coincy obejmował swym zasięgiem obszary północnej Francji, Holandię, Alzację, Nadrenię, Szwajcarię (jaskinia Birsmatten-Basisgrotte), południowe Niemcy (jaskinia Jagerhaushohle), a także obszary Czech i Moraw. Inwentarz kamienny niniejszej jednostki kulturowej reprezentowany jest przez zbrojniki z cienką podstawą, oraz te o formie trapezoidalnej, trójkątnej. Opisywana kultura rozwijała się w okresie 6 tys. p.n.e. Gospodarka kultury Beuron-Coincy opierała się na polowaniach na jelenie, dziki, bowidy, sarny oraz bobry. Na stanowiskach niniejszej kultury odkryto szczątki 17 gatunków ptaków.